# Marzio Bruseghin

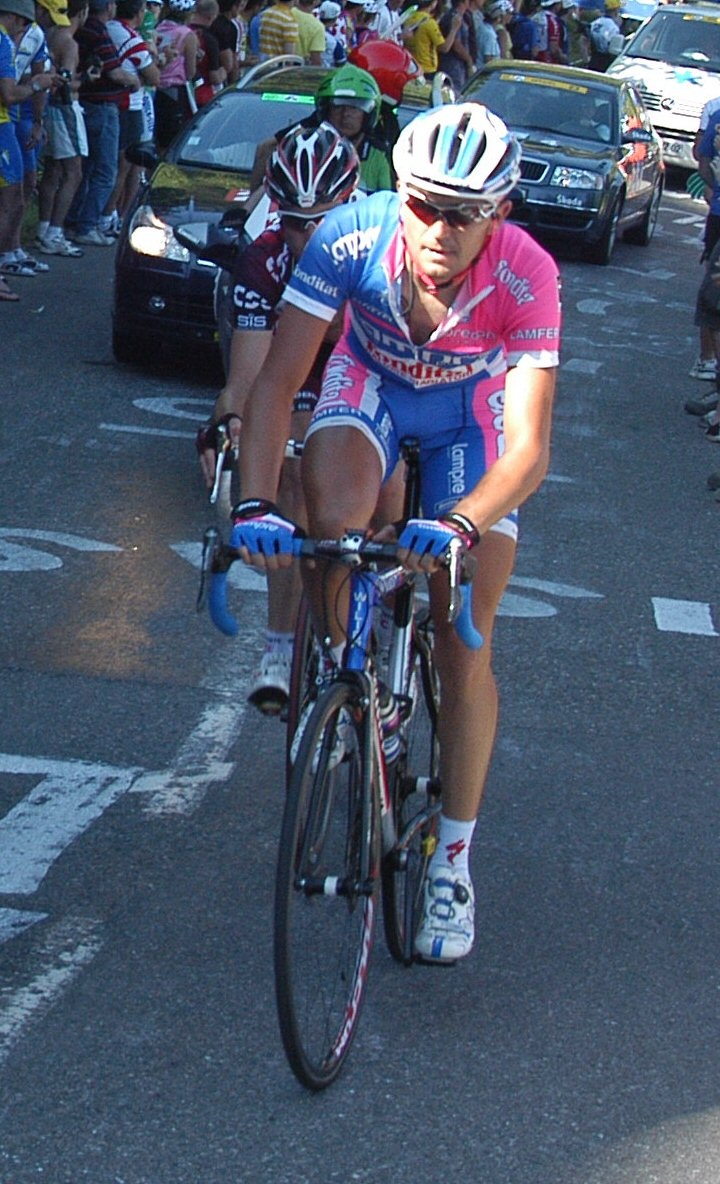
Marzio Bruseghin bei der Tour de France 2007

Marzio Bruseghin (* 15. Juni 1974 in Conegliano) ist ein ehemaliger italienischer Radrennfahrer.

## Sportliche Laufbahn
Marzio Bruseghin schloss sich 1997 dem Radsportteam Brescialat an. Dort fuhr er zwei Jahre lang, bevor er 1999 zur spanischen Mannschaft Banesto  wechselte. Bei der Portugal-Rundfahrt gewann er 2001 die vierte Etappe. 2002 nahm er zum ersten Mal an der Tour de France teil und beendete seine beste von insgesamt sieben Teilnahmen auf dem 47. Gesamtrang; seine beste Platzierung erreichte er 2006 im Platz 19. 2003 wechselte er zu dem italienischen Rennstall Fassa Bortolo von Giancarlo Ferretti.
Seine stärkste Saison hatte Bruseghin 2005, als er Neunter beim Giro d’Italia und Achter bei der Deutschland Tour wurde. Ab 2006 fuhr er für das ProTour-Team Lampre-Fondital an der Seite von Damiano Cunego, den er zu seinem zweiten Giro-Sieg verhalf. Er selbst wurde 2006 italienischer Meister im Einzelzeitfahren. 2008 schaffte er beim Giro d’Italia mit dem Sieg auf der zehnten Etappe und mit Platz drei in der Gesamtwertung hinter dem unter Dopingverdacht stehenden Alberto Contador, Team Astana, und dem bei der Tour de France 2008 des Dopings überführten Riccardo Ricco, Saunier Duval-Scott seine herausragendste Karriereleistung. Er startete auch bei den Olympischen Spielen 2008 in Peking in beiden Disziplinen auf der Straße und wurde 21. im Einzelzeitfahren. 2011 konnte er nicht beim Giro starten, da gegen ihn wegen Dopings ermittelt wurde. In einem Zeitungsinterview äußerte Bruseghin sein Unverständnis, dass Contador beim Giro hatte fahren dürfen, er hingegen nicht, obwohl er unschuldig sei. In der Tat wurde Contador der Sieg bei diesem Giro nachträglich aberkannt.

## Wein und Esel
Nach der Saison 2012 beendete Marzio Bruseghin seine Karriere. Er ist von Beruf Weinbauer und produziert 12.000 Flaschen Prosecco pro Jahr. Außerdem hält er auf seinem Weingut in Vittorio Veneto über 20 Esel, die er züchtet. In seinen aktiven Zeiten trugen seine Fans Eselsohren und brachten einen Esel im rosafarbenen Trikot mit zu den Rennen.

## Erfolge
2008
- 10. Etappe und 3. Platz Giro d’Italia

2007
- 13. Etappe des Giro d’Italia
- 1. Etappe der Polen-Rundfahrt im Mannschaftszeitfahren

2006
- Italienischer Meister – Zeitfahren

2001
- 4. Etappe der Volta a Portugal

## Teams
- 1997–1998 Brescialat
- 1999–2002 Banesto
- 2003–2005 Fassa Bortolo
- 2006–2009 Lampre-Fondital
- 2010–2012 Caisse d’Epargne / Movistar Team